# Nijinomatsubara

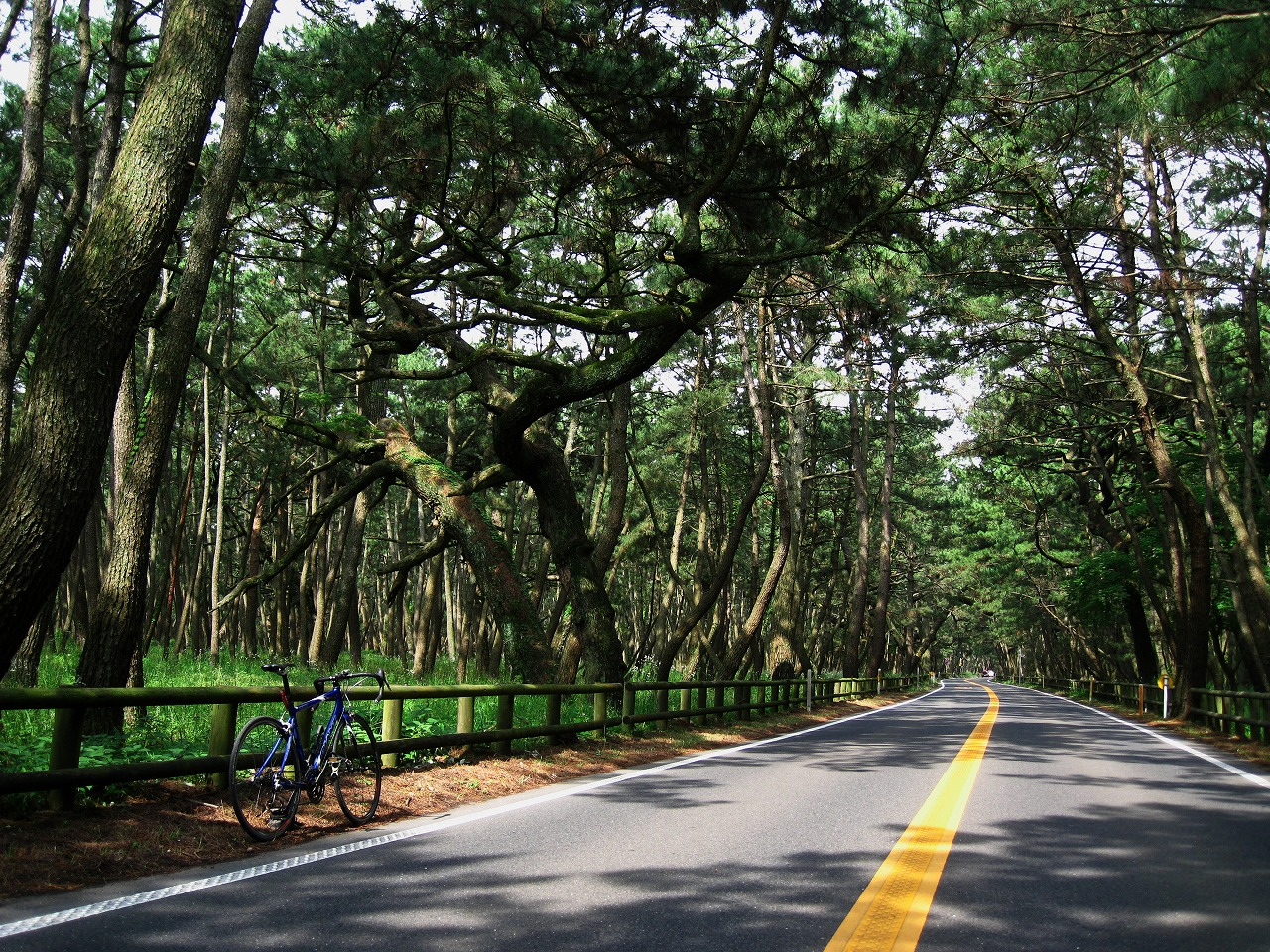
La Nijinomatsubara.

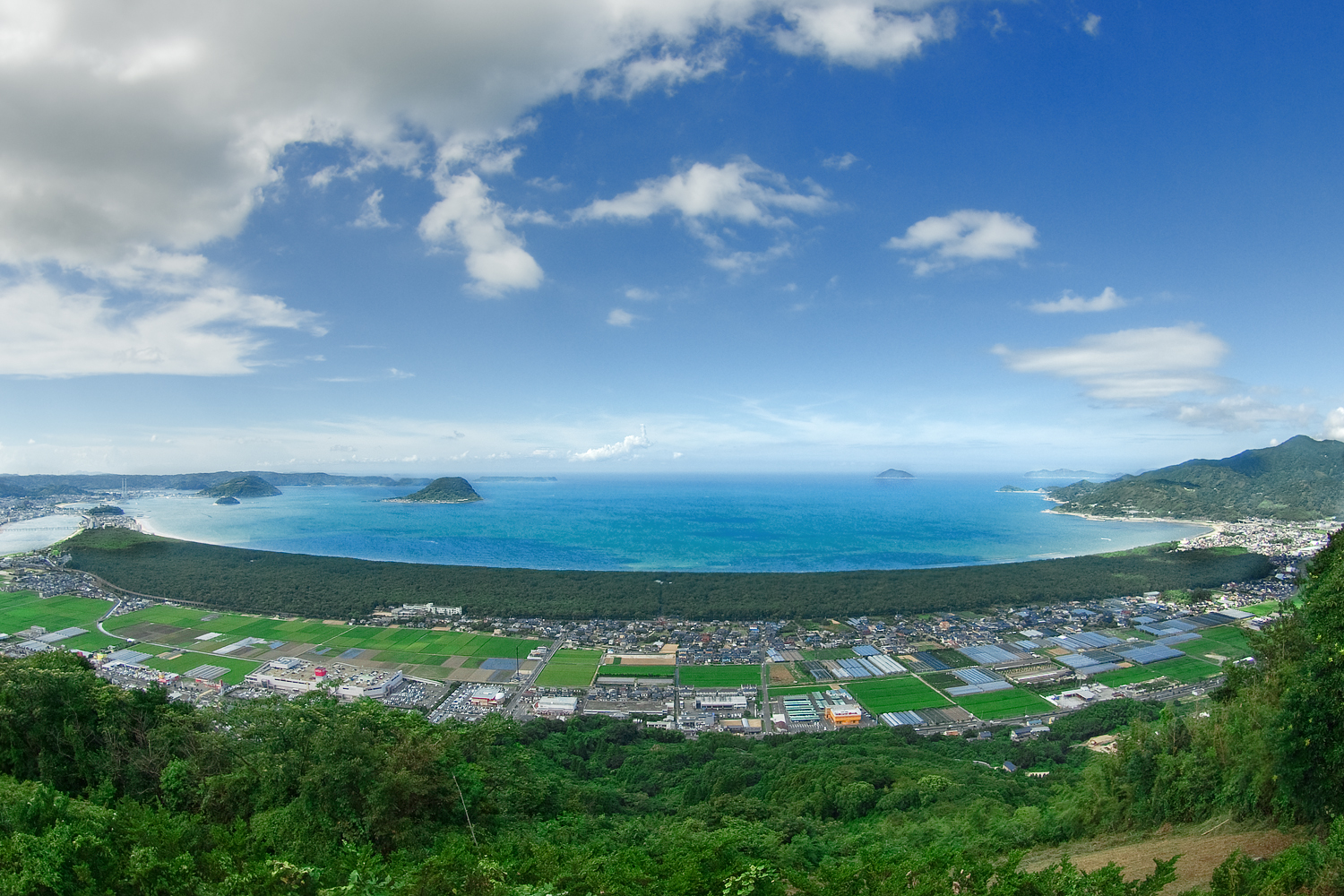
Vue en très grand angle de la Nijinomatsubara.

La Nijinomatsubara (虹の松原, Nijinomatsubara) est une forêt de pins vieille de 360 ans située à Karatsu dans la préfecture de Saga. Sa largeur varie de 400 à 700 m pour une longueur d'environ 4 km et une superficie totale de 240 ha.
Anciennement appelée « la forêt de pins noirs d'un million d'arbres » (100万本のクロマツを中心とした松林, Hyaku man hon no kuromatsu wo chuushin toshita matsubayashi)[réf. nécessaire], cette dénomination est toutefois devenue désuète de nos jours.
La forêt a été plantée par le seigneur féodal Terazawa comme mesure contre les vents forts et les marées de la baie de Karatsu. C'est aujourd'hui un lieu touristique populaire qui figure sur une liste des 100 plus beaux endroits du Japon. Lors de sa création elle est dénommée « 二里松原 » (Nirinomatsubara), c'est-à-dire « forêt de pins de 2 ri », et prend son nom actuel durant l'ère Meiji.
La forêt est facilement accessible à partir des villes de Karatsu et Fukuoka.